# العرف (حريب)

تعديل مصدري - تعديل

العرف هي إحدى قرى عزلة ال عقيل بمديرية حريب التابعة لمحافظة مأرب، بلغ تعداد سكانها 160 نسمة حسب تعداد اليمن لعام 2004.